# 30 Dywizja Strzelecka (ZSRR)
30 Dywizja Strzelecka (ros. 30-я стрелковая дивизия) – związek taktyczny piechoty Armii Czerwonej.
Sformowana w czasie wojny domowej w 1918 roku. W czasie II wojny światowej, 18 grudnia 1942 roku przekształcona w 55 Gwardyjską Dywizję Strzelecką. Drugie formowanie 30 Dywizji miało miejsce w 1943.

## Dowódcy dywizji
- płk Siergiej Dałaktionow (był w 1939)[1]